# Fritz Umland
Fritz Heinrich Umland (* 22. Januar 1922 in Drochtersen; † 19. März 1990 in Münster) war ein deutscher Chemiker.

## Leben
Umland studierte von 1942 bis 1945 und 1949/1950 Chemie an der TH Hannover und wurde dort 1953 promoviert. Sein Doktorvater war Werner Fischer. 1963 wurde er auf den Lehrstuhl für „Anorganische-analytische Chemie“ an der Westfälischen-Wilhelms-Universität in Münster berufen.
Zu Umlands Hauptarbeitsgebieten zählten die anorganische Spurenanalyse mit optischen und elektrochemischen Methoden sowie Bildung und Verteilung von Chelaten, z. B. der Borchelate und Borometall-Komplexe. 1981 wurde er zum Ehrenmitglied der Japanischen Gesellschaft für Analytische Chemie ernannt.

## Werke
- Theorie und praktische Anwendung von Komplexbildnern (zusammen mit Anton Janssen, Detlef Thierig, Gerold Wünsch), Akademische Verlagsgesellschaft, Frankf./M 1971, 759 Seiten.
- Charakteristische Reaktionen anorganischer Stoffe, Akademische Verlagsgesellschaft Frankf./M 1975, 252 Seiten.
- Untersuchungen über borhaltige Ringsysteme vom Chelattyp (zusammen mit Eberhard Hohaus), Westdeutscher Verlag, Opladen 1976,  101 Seiten.
- Entwicklung und Untersuchung neuartiger Indikatorelektroden zur Titration hochverdünnter Lösungen (zusammen mit Egon Schumacher, Ulrich Bartels, Felizitas Sefzik), Westdeutscher Verlag, Opladen 1979, 75 Seiten.